# 中村主水
中村 主水（なかむら もんど）は必殺シリーズに登場する登場人物で、藤田まことが演じた架空の人物。小説などの原作を持たない テレビ番組オリジナルのキャラクターである。
第2作『必殺仕置人』の初登場以来、第31作『必殺仕事人2009』まで、シリーズの半分を超える16作に登場した。『助け人走る』（第12話）・『必殺剣劇人』（第8話）にゲスト出演。「必殺の顔」と公式に称され、シリーズを通して活躍した。

## キャラクター

### 表稼業
南町奉行所の定町廻り同心。典型的な昼行灯で職務怠慢が目立つが、自分の担当地域の商家に袖の下（賄賂）を要求したり、軽犯罪の場合は金で見逃すという、現代でいう所の悪徳警官である。史実として同心（役人）に付け届けをすることは頻繁にあったが、当時の時代劇では主人公の同心が小悪党という設定は珍しいことであった。
普段は無気力だが、旗本や大名などの巨悪が絡む事件については、上役の命令を無視してまで捜査をしようとするなど、元の性格が現れることがある。『必殺仕置人』最終話・『新・必殺仕事人』第47話のように自身の得にならない事でも、黙って見過ごせない状況について意見することがあった。
シリーズ中盤までは他の同心と同じく黒の羽織を着ていたが、後期からは紫から茶色へと羽織の色が変わった。
上役の多くは主水のことを軽んじるか蔑ろにして、時には疫病神と呼んだが、中には主水の素質と性格を見抜き、報償金で上手く操縦する者もいた。同僚たちからも馬鹿にされているが、10年以上に渡って宴会の幹事を務め、宴の仕切りに関しては同僚たちから信頼されていた。賭け事では胴元を務めることが多く、その際は普段は口煩い上司を上手く丸め込んだ。キャリアについて正確な描写は少ないが、後期の作品で勤続20年の表彰を受ける描写がある。『必殺仕事人2007』の時点では、せんが『奉行所勤めが30年』と述べている。
好物は甘い食べ物と目刺。旧・仕置人のころは饅頭や柏餅を頬張る描写が多かった。酒は仕置人までは下戸であったが仕業人から飲むようになる。仕事人では甘い物の好物で、和菓子屋に借金が貯まっている事が示唆された。
劇中では異動や出張が多く、シリーズによって勤務地や職務が変わっている（#経歴参照）。

### 裏稼業
晴らせぬ恨みを金銭で晴らす殺し屋。同心（警察）の立場を利用して、標的の経歴や身分を調べ上げる「密偵」の役割と「殺し」の役割を両方担う。敵は主水が犯罪を取り締まる役人である為、殺し屋だと疑う事が殆ど無く、油断して殺される描写が大半を占める。仲間たちが殺し屋の疑いが掛からないように、捜査中に証拠を隠滅する重要な役割を担う。『必殺仕置人』で棺桶の錠が持ち掛けて来た娘の父親の仇討ちを請け負ったのをきっかけに、裏稼業に足を踏み入れた。以降は「仕置人」・「仕留人」・「仕事屋」・「仕置屋」・「仕業人」・「商売人」・「仕事人」を名乗り、長きに渡って裏稼業を続けた。
当初は仕置人グループの参謀役として登場。殺しを行った仲間たちの撤収や侵入が困難な大名屋敷の潜入の手配を主に行った。『仕置人』はその傾向が特に強く、実際に殺しを行うのは鉄と錠だけでサポートにすら関わっていない逸話が存在する。その後は主に実働隊の一員、リーダーとして活躍。参謀として計画を立案することがある。殺し技は剣術（#剣術参照）。
必殺シリーズは剣術使いの殺し屋は浪人が大半を占めるが、主水のような公務に就いている殺し屋は珍しい例であった。
『必殺仕置人』では日々の鬱憤を悪人にぶつけるように積極的に仕置に関わっていたが、『暗闇仕留人』で糸井貢が仕留人としての生き方に苦悩して命を落としてからは感情を極力面に表わさず、佐渡金山以来の顔馴染みだった「念仏の鉄」や中村家の端唄の師匠である「三味線屋の勇次」、奉行所の同僚である「渡辺 小五郎」などを除き、裏稼業以外では仲間と会う機会があっても知らない者同士を装い、馴れ合いを避けて必要以上に親しく接することはなかった。
仲間が私生活のトラブルで捕まった時は特に敏感となり「お前に何かがあって捕まったら、俺たち全員が獄門晒し首になる」と注意することが多い。
仕置の狙いを定めた獲物に情けを掛けることはないが、ごく稀に弱気になることがあった。仲間内では冷静で、念仏の鉄が頭の血がのぼって、喧嘩沙汰になりかけた時は仲裁に回り、なだめることが多かった。一方で、仲間が甘さや未熟さを時折見せた場合は、叱咤して感情が先走りがちだった「飾り職人の秀」、子供じみた正義感を振りかざす「西順之助」に対して、鉄拳を振るったことがある。旧友が仕置きの対象となり、主水を利用して暗殺を止めた「鋳掛屋の巳代松」に至っては特にこっぴどく鉄拳制裁を振るっていた。チームが危機に瀕した場合は、その原因となったメンバーを容赦なく斬ると宣言したが、仲間が危機に陥った場合は死地に自ら飛び込む場面も多く、実際に仲間を粛清したり裏切ったことはない。
がめつい性格ではあるが、仕置する悪人が主水を買収しようとしても拒み、悪人の金には手を着けない。損得勘定で動くため、仕置料が安かったり相手が旗本や幕府関係者の場合は割に合わないと断る場合があるが、最終的には正義感や義侠心から引き受ける。
仲間からは主に「八丁堀」と呼ばれ（町役人たちも自称する。）、苗字や名前で呼ばれる機会は少ない。
『必殺仕事人2007』以降は「渡辺 小五郎」に主役の座を譲り、若手のサポート役に廻るようになるが、血気盛んな仕事人たちを叱責したり諭すことを忘れなかった。
『新・仕置人』での重要な伏線として、前期シリーズの主水は裏稼業の世界では知られておらず、主水も自分の正体を隠していた。特定の斡旋人（元締）に就かず、自身もその様な人物や組織については「人殺しの集団」・「信用できない」と発言した。シリーズを通して、「寅の会」や「闇の会」などに間接的に関わった例を除き、特定の元締から仕事を請け負ったのは『必殺仕事人』と『必殺仕事人・激突!』の時だけである。主水の名が仲間以外の裏稼業の人間に知られるようになるのは『江戸プロフェッショナル・必殺商売人』第22話以降である。
一方、後期シリーズ（仕事人シリーズ）では裏の社会に主水の名が知れ渡り、様々な同業者たちと面識があった。その中には有力な元締がいて、仕事を斡旋されたこともあるが、特定の元締の下で働くことは稀である。後期エピソードの中には悪党が闇の世界を牛耳るために主水を懐柔しようとする回が多数ある（『必殺仕事人V・激闘編』第24話・最終回。『必殺仕事人V・風雲竜虎編』第 1話など）。『仕事人』第82話のように主水のことを知らない裏稼業の殺し屋が登場した。

### 剣術
殺し技は手持ちの刀を用いた剣術である。親しげに話し掛けて、相手の油断を誘う不意討ちや騙し打ちを主に行う。その腕前は一流で劇中の描写や設定によると「奥山神影流」・「御嶽新影流」・「小野派一刀流」・「一刀無心流」の免許皆伝で、「心形刀流」の心得もある。寺子屋では一番の腕前であったとも語られ、奉行所内では五本の指に入ると言われている。
必殺仕掛人の「西村 左内」とは異なり、状況に応じて様々な剣技を披露、単に斬り掛かるだけでは無く、相手を挑発させて先に剣を抜かせて返り討ちに合わせることや助太刀に見せかけて、敵に斬り掛かる技も披露する。相手に致命傷を負わせた後、標的が切腹したとみせかける為の偽装工作を行う。（絶命後の相手に向かって「お見事な自害でした。」などと言う。）稀に多勢を相手に刀を抜くことがある。
『仕事人V』・『仕事人V・激闘編』は刀の茎に仕込み打刀のような刃を仕込み、それを様々な形で使用することが多くなる。基本は目釘を外した柄を鞘のように抜いて相手を暗殺することもあるが、刀の長さを利用して仕込みの刀の刃先を槍のように用いて刺し殺したり、出会い頭に茎を抜いて刀を握らずに接近して刺し殺す等、暗殺の手段が増えて行く。
奉行所では昼行燈（ひるあんどん）を装い、剣の腕前を周囲に隠している。奉行所での剣術の稽古や試合ではわざと負けたり、実力がないように見せるために竹光を腰に差すことがあった。
必殺シリーズは剣豪の殺し屋を「西村 左内」・「畷 左門」等の浪人が担当することが多かったが、主水の活躍が次第に増えたことで、剣豪の殺し技は主水が一任することとなった。

### 家族など

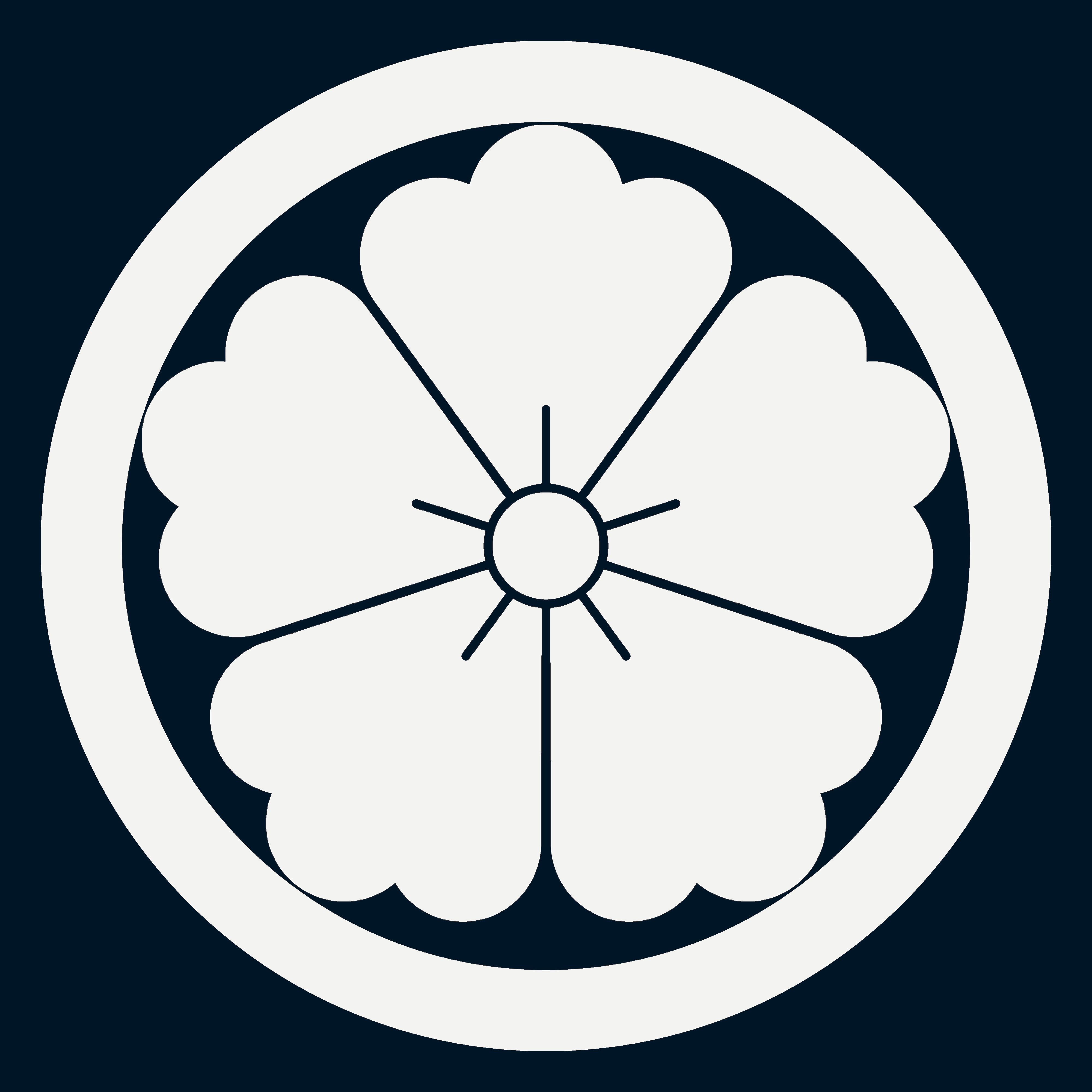
中村家の家紋。丸に唐花（）

妻のりつ、姑のせんと3人で、八丁堀の組屋敷に暮らしている。中村家の石高は三十石 二人扶持。シリーズによっては「傘貼り」などの内職や「家の一室を間貸しの賃料収入」など、表の副業の収入で賄っている。一方で裏稼業で得た金銭は、こっそりと隠してはいるものの見つかったりして没収される。下総国の筆頭同心 北大路家の次男である主水が、わずかな伝手を頼って、中村家に婿入りしたのが馴れ初めである。中村家の出自は称・清和源氏義光流で、立家は享保3年（1718年）とされる。家紋（及び紋所）は「丸に唐花（）」。宗派は不明だが、恐らく法華宗であると思われる。
『必殺仕事人Ⅳ』第43話で、自らを「中村主水之介 玉五郎」と上司の筆頭同心 田中の前で名乗る場面がある。
年齢は『必殺仕置屋稼業』第10話の時点で四十二歳。『新・必殺仕事人』第13話の時点で四十三歳。身長は五尺三寸、体重は十六貫五百匁。黒羽織は仕置人〜仕置屋、新仕置人〜仕事人III 第3話まで、アヘン戦争へ行くと剣劇人で着用、茶色羽織は仕業人と仕事人1話の冒頭、仕事人III4話以降 〜 仕事人IVは茶色羽織と煤けた黒羽織を、薄い茶色羽織は仕事人V 〜 風雲竜虎編12話まで着ている。
恐妻家で世渡りが下手な上、やる気の無さゆえに奉行所での出世の見込みがないこと、主水自身の怠惰な生活態度から家では2人から疎まれ、陰に日向にいびられ続けている。主水もそのような態度で接するが二人、特にせんに対しては相当に嫌気が差している様子が窺える。尤も表に出さないだけで深い愛情で結ばれており、それを示唆するエピソードも劇中に数多く見られた。
30歳を過ぎても子供ができず、懐妊の兆しもないことから、せんとりつからは「種無しかぼちゃ」と罵られている。子供が授からない理由ははっきりしないが、主水が子供のころにおたふく風邪に罹り、高熱を発したことが判明したときはせんとりつからはこれが原因ではないかと疑われていた。『商売人』ではりつが懐妊するが、最終的には死産という結末を迎えた。夫婦ともに性欲は旺盛で、りつが床入りを迫る場面があり、主水も時折、他の女性に浮気をしている。放送当時の社会を舞台にした2回のTVスペシャルにおいて主水・せん・りつの子孫が登場しているが、主水の子孫とされた人物は名前も職業もそれぞれ違っている。
『必殺仕事人V・旋風編』 第11話「主水の隠し子現れる」で、お島（中村メイコ）が17年前に「主水と一度だけ過ちがあった」（不倫）と語っており、お島の娘のお小夜（三沢恵理）が主水の子供ではないかと問われた時は、お島は否定しなかった。お小夜は悪人によって殺害され、お島も死亡したため詳細は不明。
へそくりが趣味で、袖の下や裏の仕事などで得た金銭を家の様々な場所に隠している。それを必要な時に持ち出して様々な用途に用いているが、せんとりつに見つかり、生活費や遊興費に当てられてしまうことが多い。
『仕留人』の段階では、せんには妙心尼（本名はたえ）、あや（妙心尼、あやはりつの妹）と娘がりつ以外に二人いて、妙心尼の情夫「村雨の大吉」と「あやの夫 糸井 貢」は主水に取っては仕留人グループとして、チームを組んだ仲間であった。
あやは『仕留人』劇中で死亡。妙心尼は後に『新・必殺仕置人』第14話にゲスト出演している。妙心尼は大吉とは別の若い男を情夫としており、その様子を影から見ていた主水は'「昔と同じで進歩がまるで無い」と憤慨しつつ、呆れていた。

### 経歴
劇中では以下のような職務歴を経ている。基本的に時間の経過はシリーズの順序に沿い、時代設定はシリーズによって異なるが、江戸時代後期の設定となっている。具体的な時期については必ずしも時系列に沿っておらず、過去の作品の後日談が過去の作品よりも前の時代を舞台にしているという矛盾が発生していることがある。
主水シリーズの2作目『暗闇仕留人』は黒船来航（嘉永6年(1853年)6月3日）以降で、後期作品は桜田門外の変（安政7年（1860年））を扱ったスペシャルがある。寛政 - 天保期（寛政12年（1800年） 前後）も多い。一方で『新春仕事人スペシャル 必殺忠臣蔵』の元禄期（元禄13年（1700年） 前後）はそれ以前に遡った時代設定となっている。
それ以外に整合性が取れない事例として、主水が南町奉行所に転属になったのは鳥居耀蔵が南町奉行を既に務めていた時であったが（『仕置屋』）、後のスペシャル『春日野局の秘密』・『仕事人vsオール江戸警察』は少なくとも鳥居が着任する前から、主水が南町にいたことになっている。これらの矛盾点の回答として、『必殺忠臣蔵』の冒頭で「どの時代にも、主水のような人物がいたと解釈してほしい」と藤田まことが視聴者に対して説明している。
『必殺シリーズ』は放送当時の現代を江戸時代に置き換えたパラレルワールドとして制作されていることをプロデューサーの山内久司は述べている。
| 作品名              | 役職                             | 備考                                                    |
| ------------------- | -------------------------------- | ------------------------------------------------------- |
| 前史                | 佐渡金山同心 見習い              |                                                         |
| 必殺仕置人          | 北町奉行所 定町廻り同心。        |                                                         |
| 助け人走る          | 北町奉行所 定町廻り同心。        |                                                         |
| 暗闇仕留人          | 北町奉行所 定町廻り同心。        |                                                         |
| 必殺仕置屋稼業      | 南町奉行所 定町廻り同心          | 北町奉行所からの組み替え、 最終回で伝馬町牢屋敷に左遷。 |
| 必殺仕業人          | 伝馬町牢屋敷 牢屋見廻り同心      |                                                         |
| 新・必殺仕置人      | 南町奉行所 定町廻り同心          |                                                         |
| 必殺商売人          | 南町奉行所 定町廻り同心          |                                                         |
| ↓                   | 八王子同心の指導係               | 南町奉行所からの出向（左遷）                            |
| 必殺仕事人          | 南町奉行所 定町廻り同心          |                                                         |
| 新・必殺仕事人      | 南町奉行所 定町廻り同心          |                                                         |
| 必殺仕事人III       | 南町奉行所 定町廻り同心          |                                                         |
| 必殺仕事人IV        | 南町奉行所 定町廻り同心          |                                                         |
| 必殺仕事人V         | 南町奉行所 定町廻り同心          |                                                         |
| 仕事人V・激闘編     | 南町奉行所 定町廻り同心          | 最終回で、定町廻りの班長に昇格。                        |
| 仕事人V・旋風編     | 石川島百軒長屋の番所勤め         | 南町奉行所 配下                                         |
| 仕事人V・風雲竜虎編 | 富岡八幡宮へ架かる橋の番所勤め。 | 南町奉行所 配下                                         |
| 必殺剣劇人          | 南町奉行所 定町廻り同心          |                                                         |
| TVスペシャル期間    |                                  |                                                         |
| 必殺仕事人・激突!   | 南町奉行所 定中役同心            |                                                         |
| 必殺! 主水死す      | 南町奉行所 定町廻り同心          | 劇中で爆死。（厳密には生死不明）                        |
| 必殺仕事人2007      | 南町奉行所 書庫番                | 渡辺 小五郎の赴任に伴う配置換え。                       |
| 必殺仕事人2009      | 木挽町の自身番勤め               | 左遷 / 南町奉行所 配下。                                |
| 必殺仕事人2010      | 西方へ赴任                       |                                                         |
| 必殺仕事人 (2018年) | 南町奉行所 配下？                | [ 注 10 ]                                               |

## エピソード

### 中村主水の誕生
シリーズ第 1作『必殺仕掛人』の放送後、プロデューサーの山内久司は次作『必殺仕置人』に同心を登場させるため、中村主水の基本設定を決めたという。山内は主水にサラリーマンの様な平凡さを求め、配役には「男前でもなければ、不細工でもない。体格も極めて平均的な日本人である、藤田まことしかないと思った」と述べている。配役については藤田は『てなもんや三度笠』のイメージが強すぎるため、朝日放送の社内では反対する声が多かったが、監督の深作欣二の推挙もあり、藤田に決まった。一方で「スタッフは他の有名俳優にも主水役を打診したが、家庭で嫁姑にいびられる情けない役どころを引き受ける人間が誰もおらず、最終的に自分のところに回ってきた。依頼から撮影まで、たった一週間だったのが合点がいった。」と藤田は語っている。

『仕置人』は念仏の鉄が主人公、棺桶の錠は準主役。主水は三番手であったが人気を博して、次作『助け人走る』にゲスト出演。『暗闇仕留人』ではレギュラー出演を果たし、『てなもんや』以降、不遇だった藤田をスターの座に返り咲かせることとなった。撮影を担当した石原興は「当初は藤田の演技は未熟だったが『仕置人』が終わるころには物になっており、主水は藤田以外にはいないと思った」と述懐している。「中村主水というキャラクターが自分の中に確立できたのはいつころか?」という質問に対して、藤田は後年「『商売人』のころだ」と答えている。
中村主水の名前の由来に関しては諸説ある。主水の名前を会議で議論していた時に山内は「ジェームス・ボンドにしましょうか？」と冗談で発言した所、「“モンド”という名前は平凡やね、目立たん名前やね。」と深作が返して決まったという。他方で、それは制作陣による後付けのリップサービスで、実際は日本では一般的な中村という苗字に八木節に登場する怠け者の鈴木主水の名前を取って付けたという説がある。
トレードマークのマフラーは『仕業人』の撮影時、寒さを凌ぐために小道具係から借りて撮影に用いたものが定着したものである。藤田の死後に製作した『仕事人2010』からはそのマフラーを仕立て屋の匳（れん）が受け継ぎ、それ以降は渡辺小五郎が受け継ぎ、仕事を行う際に襟に巻いている。

### 最期
主水の最期について現時点では明確な描写は無く、それとなく匂わせるものに留まっている。
劇場版第6作『必殺! 主水死す』では権の四郎との死闘の末、その場に居合わせたかつての愛人　お千代に背後から刺され、その直後に爆発に巻き込まれた。この時の描写は主水の死を思わせるものだが、劇中では爆発後の現場に十手が落ちている描写があるものの死体は映っていないため、実際は生死不明である。『主水死す』公開の3年後に連載が始まった漫画『必殺仕置長屋』では「 3年前から行方不明」と語られている。『必殺仕事人2007』では特に説明もなく登場しており、その経緯は説明されていない。
その後の藤田まことの急逝を受けての『必殺仕事人2010』では「西方へ赴任した」とされ、主水、せん、りつのその後については言及されていなかったが、主水は2018年（平成30年）のテレビスペシャル『必殺仕事人』で江戸木挽町の自身番屋に戻っており、小五郎の窮地を救い、主水が未だ健在であることが判明した。
これらが描かれる前に主水の末路について、藤田は「どぶ川に顔を突っ込む、みっともない死に方」。山内は「平穏無事に晩年を迎え、認知症となり、『俺は仕事人だ』と公言するも周りは誰も相手にしない」と想定していた。制作側の思惑は『水戸黄門』・『遠山の金さん』・『銭形平次』のように「主水が死ぬ状況について、特に描写しない。」というものであり、『必殺仕事人』第27話で殺し屋組織との抗争で奉行所に裏稼業が発覚して、主水が単身で戦い、命を落とすものもあったという。劇中では、主水は『必殺商売人』第18話の冒頭で殺されている。
1992年（平成4年）に企画された脚本では「主水の裏稼業が発覚して、せんとりつは奉行所に捕らえられる。発覚後、仲間に匿われていた主水は取調べを受ける、せんとりつの救出のために駆け付け、2人を救い出す。しかし、せんは拷問のために命を落とし、主水の裏の顔を知った、りつが彼を刀で刺し、主水は追っ手に囲まれながら、中村家の門前で命を落とす。」といった凄惨極まりないものになっていたと言う。

## 主人公問題
テレビドラマはクレジットタイトルの先頭に主人公（並びに演じた俳優）が記されるのが慣例となっている。初登場作の『必殺仕置人』は主水では無く、念仏の鉄が主人公として扱われたため、エンディング クレジットは鉄を演じる山﨑努が先頭に、主水演じる藤田が最後（トメ）に配置されていた。再登場した『暗闇仕留人』も石坂浩二が主演という扱いだったため藤田の名前はトメに置かれた。
『必殺必中仕事屋稼業』の放送期間中にネットチェンジで東京地区でのネット局がTBSテレビからNETテレビに変更されたことに伴い、視聴率は低迷。この打開策として、次作『必殺仕置屋稼業』では主水が主役として初めて扱われることになった。
藤田の主役扱いに市松役の沖雅也の義父で所属事務所社長（当時）の日景忠男から執拗な抗議を受けた為、クレジットは沖が先頭に置かれ、藤田は主役ながらトメに置かれた。
『必殺仕業人』でも何の相談もなくクレジットの先頭は中村敦夫とされ、またもトメに回された。藤田と当時の所属事務所　渡辺プロダクションは制作サイドに幾度となく申し入れを行ったが、クレジットの配置が変更されることはなかった。
一方、朝日放送はこの扱いに対して何の配慮もしなかったわけではなく、藤田のクレジットに手を加えて強調することで藤田が主役であることをアピールしようとした。結果的に視聴者に不自然な印象を与えただけで効果は殆ど無く、多くのメディアや視聴者には沖（市松）が主役であるという印象を与えた。
山崎が再びレギュラー出演することになった『新・必殺仕置人』の制作が決定。藤田と渡辺プロダクションはこれに対して、またも名前がトメに回される可能性が高くなったと判断。必殺シリーズを降板する構えを見せ、厳重に抗議。これに朝日放送が折れて、藤田の名前がキャストの最初に登場するようになり、それ以降はゲスト出演の『必殺剣劇人』を含め、エンディングの先頭を飾った。『必殺仕事人2007』以降は主役の座を東山紀之に譲り、トメに回っている。

## 出演作

### TVシリーズ
- 必殺仕置人（第2作）
- 助け人走る（第3作、第12話「同心大疑惑」にゲスト出演）
- 暗闇仕留人（第4作）
- 必殺仕置屋稼業（第6作）
- 必殺仕業人（第7作）
- 新・必殺仕置人（第10作）
- 江戸プロフェッショナル・必殺商売人（第12作）
- 必殺仕事人（第15作）
- 新・必殺仕事人（第17作）
- 必殺仕事人III（第19作）
- 必殺仕事人IV（第21作）
- 必殺仕事人V（第23作）
- 必殺仕事人V・激闘編（第25作）
- 必殺仕事人V・旋風編（第27作）
- 必殺仕事人V・風雲竜虎編（第28作）
- 必殺剣劇人（第29作、第8話（最終回）「あばよ!」にゲスト出演）
- 必殺仕事人・激突!（第30作）
- 必殺仕事人2009（第31作）

### TVスペシャル
- 特別編必殺仕事人 恐怖の大仕事 水戸・尾張・紀伊（1981年正月）
- 必殺シリーズ10周年記念スペシャル 仕事人大集合（1982年秋）
- (秘) 必殺現代版 主水の子孫が京都に現われた 仕事人vs暴走族（1982年大晦日、主水の子孫として登場）
- 年忘れ必殺スペシャル 仕事人アヘン戦争へ行く 翔べ!熱気球よ香港へ（1983年年末）
- 必殺仕事人意外伝 主水、第七騎兵隊と闘う 大利根ウエスタン月夜（1985年正月）
- 新春仕事人スペシャル 必殺忠臣蔵（1987年正月）
- 必殺仕事人ワイド 大老殺し 下田港の殺し技珍プレー好プレー（1987年秋）
- 必殺ワイド・新春 久しぶり!主水、夢の初仕事 悪人チェック!!（1988年正月）
- お待たせ必殺ワイド 仕事人vs秘拳三日殺し軍団 主水、競馬で大穴を狙う!?（1988年秋）
- 必殺スペシャル・新春 決定版!大奥、春日野局の秘密 主水、露天風呂で初仕事（1989年正月）
- 必殺スペシャル・春一番 仕事人、京都へ行く 闇討人の謎の首領!（1989年春）
- 必殺スペシャル・秋 仕事人vs仕事人 徳川内閣大ゆれ! 主水にマドンナ（1989年秋）
- 必殺スペシャル・新春 大暴れ仕事人! 横浜異人屋敷の決闘（1990年正月）
- 必殺スペシャル・春 勢ぞろい仕事人! 春雨じゃ、悪人退治（1990年春）
- 必殺スペシャル・秋! 仕事人vsオール江戸警察（1990年秋）
- 必殺スペシャル・春 世にも不思議な大仕事 主水と秀 香港・マカオで大あばれ（1991年春）
- 必殺スペシャル・新春 せんりつ誘拐される、主水どうする? 江戸政界の黒幕と対決!純金のカラクリ座敷（1992年正月）
- 必殺仕事人2007（2007年7月7日）
- 必殺仕事人2009スペシャル（2009年正月）
- 必殺仕事人2010（2010年7月10日、※ 回想シーンでの出演．）
- 必殺仕事人2018（2018年1月7日、※ 過去の映像を使用したライブラリー出演。）

### 舞台
- 必殺仕置人（1976年、九州地方にて巡業[注 17]）
- 藤田まこと特別公演「新・必殺仕置人」（1978年、新歌舞伎座）
- 納涼必殺まつり（1981年 - 1987年の毎年 8月下旬、京都南座）
  - 必殺女ねずみ小僧（1981年）
  - 必殺・鳴門の渦潮（1982年、南座に先がけ、名鉄ホールで上演）
  - 必殺ぼたん燈籠（1983年）
  - からくり猫屋敷（1984年）
  - 琉球蛇皮線恨み節（1985年）
  - 女・稲葉小僧（1986年）
  - 地獄花（1987年）
- 藤田まこと特別公演『必殺仕事人 中村主水参上!（地獄花改め）』（1988年、梅田コマ・スタジアム）
- 藤田まこと特別公演『必殺仕事人 主水、大奥に参上!』（1989年、梅田コマ・スタジアム → 新宿コマ劇場 → 1991年、名鉄ホール → 新宿コマ劇場）
- 藤田まこと特別公演『必殺仕事人 地獄花』（1990年、名鉄ホール）
- 南座 八月公演『必殺 中村主水、大奥に参上!』（1996年、京都南座）
- 藤田まこと特別公演『必殺仕事人/主水、大奥に参上!』（1997年、新宿コマ劇場 → 1998年、中日劇場 → 劇場飛天 → 1999年、全国巡業 → 2002年、明治座）

### 映画
- 必殺! THE HISSATSU（1984年）
- 必殺! ブラウン館の怪物たち（1985年）
- 必殺! III 裏か表か（1986年）
- 必殺4 恨みはらします（1987年）
- 必殺!5 黄金の血（1991年）
- 必殺! 主水死す（1996年）

### パチンコ機
※ いずれも京楽産業.から発売。
- CR必殺仕事人（2001年）
- CR必殺仕事人激闘編（2003年）
- CRぱちんこ必殺仕事人III（2007年）
- CRぱちんこ必殺仕事人III桜バージョン（2008年）
- CRぱちんこ必殺仕事人III祭バージョン（2009年）
- CRぱちんこ必殺仕事人III竜バージョン（2010年）
- CRぱちんこ必殺仕事人IV（2011年）